# Flora-Gletscher
Der Flora-Gletscher ist ein kleiner Gletscher im Norden des Grahamlands auf der Antarktischen Halbinsel. Auf der Trinity-Halbinsel besetzt er ein tiefes Kar am Mount Flora und fließt flankiert von großen Moränen in nördlicher Richtung zur Hope Bay.
Polnische Wissenschaftler benannten ihn 1999 in Verbindung mit dem gleichnamigen Berg.